# 極限拼圖
《極限拼圖LIVE TOUR DVD》（簡稱《極限拼圖》）是台灣男歌手羅志祥於2014年8月1日發行的第三張演唱會專輯。此專輯原定於同年7月25日發行，惟於發行前欲修改內容，故順延一週發行以重新剪輯。
《極限拼圖》由唱片公司EMI環球唱片發行，並首創以16台機器拍攝記錄2013年1月台北小巨蛋舉行的「舞極限」演唱會台北場演唱會的經典內容，包括收錄近30首曲目及好友蔡依林擔任嘉賓的橋段。
此外，此演唱會專輯共有兩個預購版本，其中《黑色舞士版》額外獨家收錄高雄安可場精華DVD，收錄《舞極限之舞魂再現 ENCORE WORLD LIVE TOUR》高雄場中的精華片段。 另一版本《白色戰士版》則附贈記錄羅志祥於2005至2014期間的演唱會心情寫真文字書《夢想拼圖》176頁精華版。
因應台灣高雄市在7月31日發生的石化氣爆炸事故，此專輯共取消了四場簽售會。

## 唱片版本
- 黑色舞士版，附送寫真冊及BONUS DVD
- 白色戰士版，附送寫真冊及演唱會心情寫真文字書《夢想拼圖》的精華版
- 夢想無限正式版，附送寫真冊、50分鐘獨家訪談DVD及2015年曆6張
- 夢想無限正式版Blu-ray，內容與《夢想無限正式版》相同

## 曲目

### DVD 1
1. 有我在
2. 獨一無二 ONLY YOU
3. 舞極限
4. 忍住
5. 美麗的誤會
6. 愛的主場秀
7. WOW！
8. 戀愛達人
9. 幸福囉
10. TWINKLE
11. 撐腰
12. SPECIAL GUEST-JOLIN<精舞門+大藝術家>
13. 空中飛人
14. 搞笑
15. 愛入非非
16. 我不會唱歌
17. 習慣就好
18. 不具名的悲傷

### DVD 2
1. 箇中強手
2. 一支獨秀
3. 精舞門+SPECIAL忐忑電流舞
4. 舞法舞天
5. 愛走秀
6. 愛瘋頭
7. 鬧翻天
8. 全城熱愛

### 高雄安可場精華DVD [Bonus DVD]
1. 精舞門
2. 一支獨秀
3. 舞極限
4. 舞法舞天
5. 你說你說我說我的
6. 紅線
7. 自戀
8. 為你寫首歌
9. 陪你到最後
10. 如果還有如果
11. 我不會唱歌
12. 愛轉角
13. 愛不單行
14. 習慣就好
15. 不具名的悲傷
16. 鬧翻天
17. 全城熱愛

## 成績

### 台灣銷售成績
- 由預購首天（7月9日）至7月13日，預購量達38627張[5]

- G-Music風雲榜（影音榜）:
  - 首週銷售排名第1（第31週計算時間：2014/8/1 - 2014/8/7），百分比為74.75%[6]

- 五大金榜（影音榜）:
  - 首週銷售排名第1（第32週計算時間：2014/8/1 - 2014/8/7），百分比為43.35%[7]